# Evento di distruzione mareale

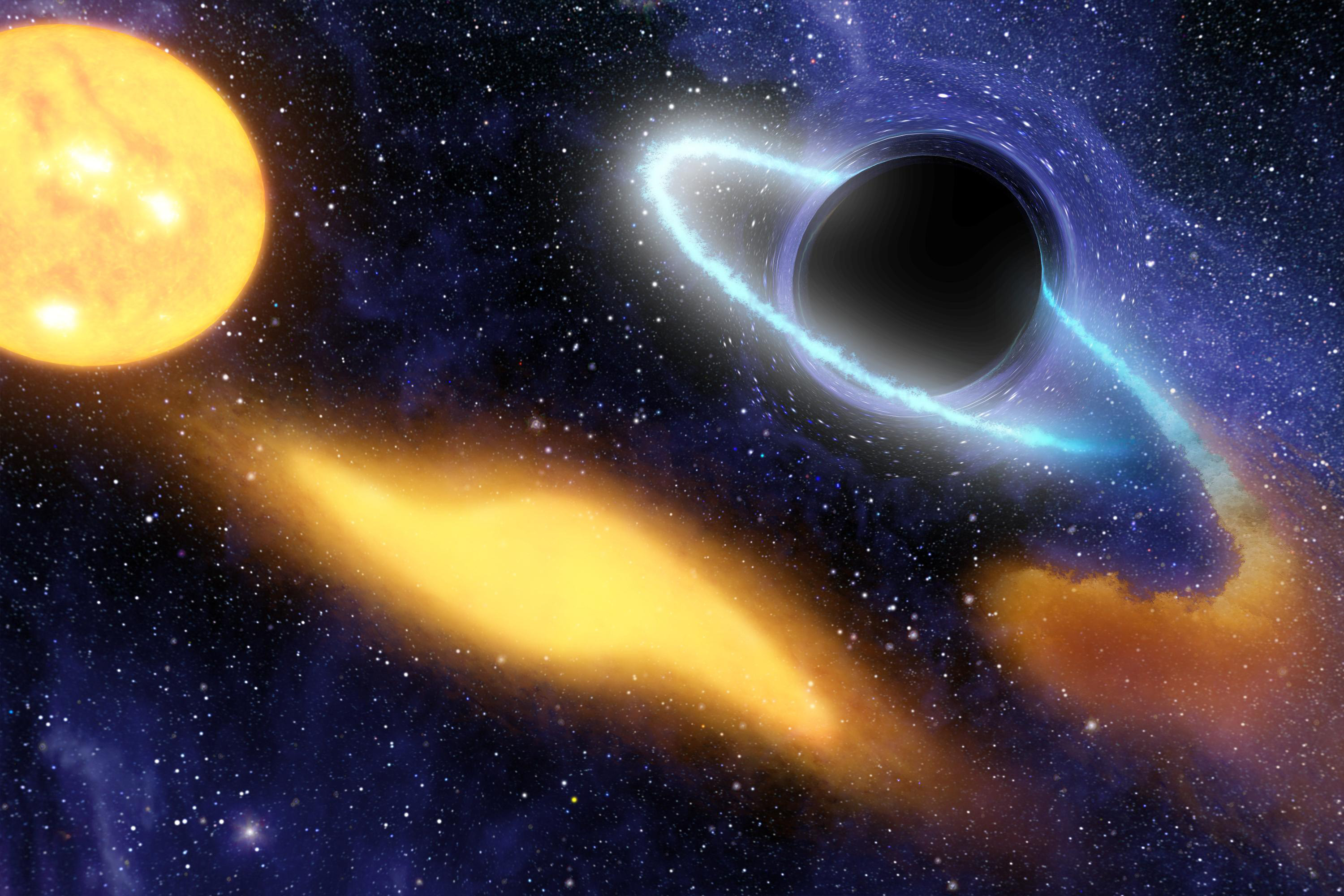
Rappresentazione artistica del fenomeno. La stella è rappresentata in quattro momenti: a sinistra in alto integra, al centro comincia a distorcersi, a destra e in alto è spaghettificata dal buco nero.

Un evento di distruzione mareale è un fenomeno astronomico che si verifica quando una stella si avvicina sufficientemente all'orizzonte degli eventi di un buco nero supermassiccio ed è disfatta dalle forze di marea del buco nero venendo sottoposta a spaghettificazione.

## Teoria
Nel 1975 fu proposto per la prima volta che degli eventi di disgregazione stellare causati dalle forze di marea fossero una conseguenza inevitabile dei buchi neri nei nuclei della galassia; successivamente alcuni teorici conclusero che la risultante vampata di radiazioni dall'accrescimento dei detriti stellari potesse essere un segnale peculiare della presenza di un buco nero dormiente al centro di una galassia normale.
La stima della frequenza di questi eventi è stata, fino al 2015, di un evento ogni 10.000-100.000 anni per galassia. Tuttavia uno studio (pubblicato su Nature Astronomy il 27 febbraio 2017) a cura di un team del Dipartimento di fisica e astronomia dell'Università di Sheffield ha mostrato come questi eventi aumentino di numero durante la fusione tra galassie in collisione: circa un evento per galassia ogni 10 o 100 anni.

## Osservazione
Nel settembre 2016, un team dell'Università di scienza e tecnologia della Cina di Hefei, ha annunciato di aver osservato un evento di distruzione mareale stellare in un buco nero noto, lo ha fatto utilizzando i dati del telescopio spaziale Wide-field Infrared Survey Explorer della NASA. Un altro gruppo di studiosi presso la Johns Hopkins University di Baltimora, ha rilevato altri tre eventi simili. In ciascuno di questi casi, gli astronomi hanno ipotizzato che il getto polare creato dalla stella morente emettesse radiazione ultravioletta e ai raggi X, che sarebbe assorbita dalla polvere che circonda il buco nero ed emessa come radiazione infrarossa. Non solo è stata rilevata questa emissione infrarossa, ma hanno concluso che il ritardo tra l'emissione di raggi ultravioletti, e raggi X, e l'emissione di radiazioni infrarosse da parte del getto può essere utilizzato per stimare la dimensione del buco nero che divora la stella.
Nel settembre 2019, gli scienziati che utilizzano il satellite TESS hanno annunciato di aver assistito a un evento di questo genere, denominato nella fattispecie ASSASN-19bt, accaduto ad una stella spaghetifficata da un buco nero a 375 milioni di anni luce di distanza.

## Questioni aperte
L'emissione di raggi X avviene molto vicino al buco nero secondo tutte le osservazioni comprese quelle citate sopra. Tuttavia non è ancora ben chiaro da dove provenga l'emissione in banda ottica e ultravioletta che appare localizzata più lontano di quella in banda X dalla regione in cui la morsa gravitazionale del buco nero potrebbe fare a pezzi la stella.
Una possibile spiegazione è fornita in uno studio pubblicato su The Astrophysical Journal Letters a cura di un team guidato da Dheeraj Pasham del MIT. Il team dimostra come i detriti inizialmente cadano verso il buco nero, ma oltrepassandolo formano una curva e tornano indietro lungo orbite ellittiche, cosicché finiscono per collidere con il flusso di materiale stellare in arrivo: il risultato sarebbe la creazione di onde d'urto che emettono luce visibile e ultravioletta, poi, quando gli addensamenti di materia stellare creati dall'urto ricadono verso il buco nero, determinano anche l'emissione di raggi X. Ulteriori conferme sono comunque necessarie.